# Schlacht von Cartagena de Indias (1708)
Die Seeschlacht von Cartagena de Indias im Jahr 1708 (englisch Wager’s Action beziehungsweise auch als 2nd Battle off Cartagena bezeichnet, spanisch Batalla de Barú, französisch Bataille de Baru), in der deutschsprachigen Fachliteratur auch teils nur als Gefecht bei Cartagena bezeichnet, war ein Seegefecht in der Karibik während des Spanischen Erbfolgekrieges (1701 bis 1714). Die Auseinandersetzung fand am 28. Maijul. / 8. Juni 1708greg. statt und wurde südwestlich der Hafenstadt Cartagena de Indias, zum damaligen Zeitpunkt zum spanischen Vizekönigreich Peru gehörend, zwischen einem britischen Geschwader und einem auf dem Weg nach Spanien befindlichen vereinigten spanisch-französischen Geleitzug ausgetragen. Das Zusammentreffen endete mit einem Sieg der britischen Seestreitkräfte. Eine gewisse Bekanntheit erlangte das Gefecht dadurch, dass mit ihm der Untergang der spanische Galeone San José verbunden ist, welche infolge eines (vermutlich) milliardenschweren Schatzes an Bord auch als der „heilige Gral der Schiffswracks“ bezeichnet wird. 

## Hintergrund
Nach der Eroberung seines Kolonialreiches in Mittel- und Südamerika hatte Spanien ab der Mitte des 16. Jahrhunderts ein ständiges Geleitzugsystem zwischen den Kolonien in der Neuen Welt und dem spanischen Mutterland eingerichtet. Diese Geleitzüge transportierten die in den Kolonien gewonnenen Schätze über den Atlantik nach Spanien (siehe Silberflotte), wobei die wichtigsten Absprunghäfen Cartagena de Indias, Portobelo sowie Havanna (als Sammelpunkt für die Geleitzüge) waren. Da diese reich beladenen Konvois, bedingt durch die sukzessiven Konflikte der europäischen Staaten untereinander, ständig der Gefahr von Angriffen durch Kaperschiffe, Piraten sowie auch teilweise durch reguläre Flottenstreitkräfte ausgesetzt waren, wurden sie im Regelfall von stark bewaffneten Schiffen gesichert. Auf diesen wurden normalerweise auch zugleich die wertvollsten Güter (etwa die Silber- und Goldschätze) transportiert. 
Im Kontext des Spanischen Erbfolgekrieges operierten starke britische Flottenkräfte in Westindien. Die spanische Flotte, die die Seewege und Konvoirouten aus den Kolonien nach dem Mutterland hätte schützen sollen, befand sich zu Beginn des 18. Jahrhunderts bereits in einem stark geschwächten und wenig kampftauglichen Zustand und musste deswegen auch auf die Unterstützung der französischen Verbündeten zwecks der Sicherung der Geleitzüge zurückgreifen. Da die französische Flotte allerdings selbst nach der Selbstversenkung in Toulon im Jahr 1707 zahlenmäßig sehr stark geschwächt war und als maritimer Machtfaktor bis zum Ende des Konfliktes 1714 kaum mehr eine strategische Bedrohung darstellte, konzentrierten sich die britischen Marinestreitkräfte in den Folgejahren vorzugsweise auf die Bekämpfung und Unterbindung des gegnerischen Handels, wozu auch Angriffe auf die spanischen Silberflotten zählten.

### Das britische Geschwader
Der britische Flottenverband stand unter dem Kommando von Commodore Charles Wager und umfasste dessen Flaggschiff, das 70-Kanonen-Linienschiff Expedition, sowie die beiden Linienschiffe Kingston (Captain Simon T. Bridges, 60 Kanonen) und Portland (Captain Edward Windsor, 54 Kanonen). Zum Verband zählte ferner der mit acht Kanonen bestückte Brander Vulture (Captain Caesar Brooks), ein ehemaliges, teils abgerüstetes kleineres Kriegsschiff fünften Ranges. An Bord der britischen Schiffe befanden sich insgesamt rund 1500 Seeleute und Seesoldaten sowie 192 Kanonen. (Die unten angeführte Fregatte Severn ist hier nicht aufgeführt, da sie nicht am Gefecht teilnahm.)

### Der spanisch-französische Geleitzug
Die spanische Silberflotte bestand aus insgesamt 11 Handelsschiffen, drei Fregatten – darunter die beiden französischen Kaperschiffe Le Saint Esprit (32 Kanonen) und Le Mieta (34 Kanonen) unter Jean Baptiste du Casse – sowie den drei großen spanischen Galeonen San José (Flaggschiff, Capitán de Navío und Conde de Casa Alegre José Fernández de Santillán y Quesada, 64 Kanonen), San Joaquín (Capitán de Navío Pedro García de Asarte, 64 Kanonen) und Nuestra Señora de la Concepcion (Capitán de Navío José Francisco Nieto, 50 Kanonen). Die dritte Fregatte (eigentlich ein bewaffnetes Handelsschiff), die sich beim Konvoi befand, war das spanische 44-Kanonen-Kaperschiff Santa Cruz (Capitán de Navío Nicolás de la Rosa). Zum Konvoi gehörte auch die kleine spanische 24-Kanonen-Schebecke Nuestra Señora del Carmen, welche als Depeschen- und Aufklärungsschiff genutzt wurde. Die sieben Kriegsschiffe der Sicherung besaßen zusammengefasst rund 2600 Seeleute und Seesoldaten und 312 Kanonen. Vermutlich etwa die Hälfte des gesamten vom Geleitzug transportierten Münz- und Silberschatzes von insgesamt etwa 22 Millionen 8-Reales-Münzen (pieces of eight), d. h. geschätzt bis zu elf Millionen Münzen, befand sich alleine auf der San José (zusätzlich zu über 100 Kisten mit Smaragden). Das spanische Flaggschiff war zudem nicht nur mit Gütern schwer beladen, sondern hatte auch rund 600 Menschen an Bord, darunter Handelsreisende. Hinzu kam, dass das Schiff einer Überholung vor der Atlantikreise bedurft hätte; so gibt es Hinweise darauf, dass das Schiff bereits vor dem Auslaufen aus Portobelo vergleichsweise viel Wasser aufnahm und die Seetüchtigkeit der voll beladenen Galeone zumindest zu hinterfragen ist.

## Der Verlauf des Gefechtes
Ende Mai 1708 war der spanisch-französische Geleitzug von Portobelo, wo die Masse der wertvollen Handelsgüter (darunter auch Kakao, Tabak, Silberbarren und Smaragde) und des Münzschatzes an Bord genommen worden war, aus aufgebrochen. Ziel sollte zunächst der Hafen von Cartagena de Indias sein, wo Reparaturen an der San José hätten durchgeführt werden sollen (siehe oben). Im Anschluss war geplant, nach Havanna zu verlegen und von dort aus die Fahrt über den Atlantik nach Spanien anzutreten. 

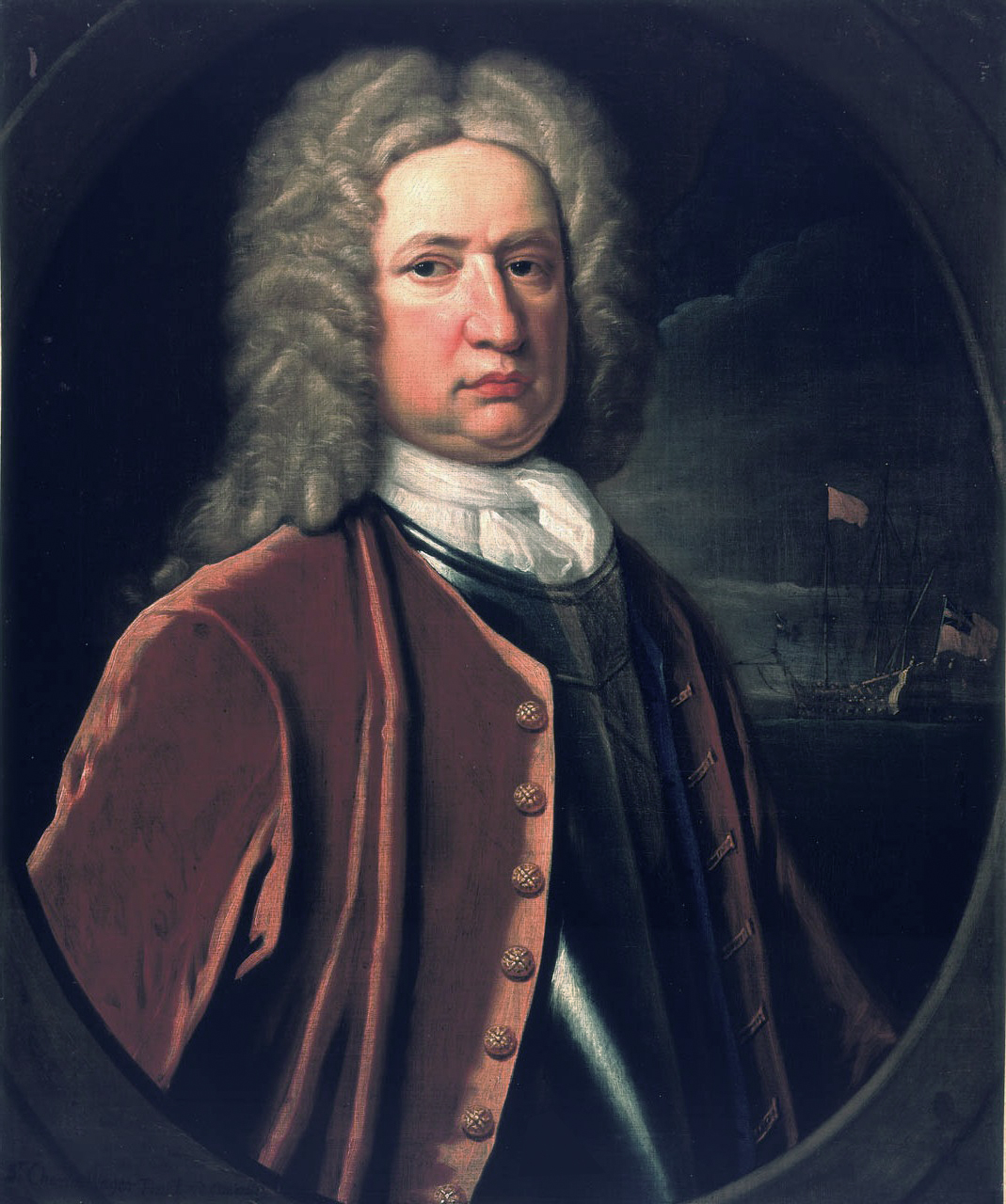
Commodore Sir Charles Wager, der Befehlshaber des britischen Verbandes.

Der britischen Seite war allerdings bekannt, dass ein spanischer Silbertransport in Portobelo sich auf das Auslaufen vorbereitete. Seit Ende April 1708 hatte deswegen das normal auf Jamaika stationierte britische Geschwader von Commodore Wager westlich von Cartagena de Indias operiert, wobei die Schiffe zeitweise sogar nahe der der Halbinsel Barú vorgelagerten Insel Islas del Rosario zwecks Wasserübernahme geankert hatten. Zum britischen Geschwader zählte normalerweise auch die Fregatte Severn (Captain Humphrey Pudner, 48 Kanonen), diese war jedoch von Commodore Wager auf eine Beobachtungsposition vor der Küste Kubas detachiert worden – da Wager zeitweilig vermutete, dass die spanische Silberflotte direkt von Portobelo nach Havanna laufen könnte – und nahm nicht am Gefecht teil. 
Obgleich der spanische Statthalter in Cartagena de Indias, Don José de Zúñiga, die Anwesenheit der britischen Schiffe nach Portobelo melden ließ, lief die Silberflotte aus. Es ist nicht sicher zu eruieren, weswegen dies geschah und warum die Warnungen ignoriert wurden. Möglicherweise stand der Conde de Casa Alegre unter einem gewissen Zeitdruck, da er vom Beginn der atlantischen Hurrikansaison (die normal Anfang Juni begann) wusste und vor dieser noch die Atlantiküberfahrt antreten wollte. Möglich wäre auch, dass der spanische Befehlshaber, nachdem nur wenige Tage zuvor die beiden Kaperschiffe des Jean Baptiste du Casse als Verstärkung des Geleitschutzes in Portobelo eingetroffen waren, annahm, dass sich seine Flotte gegenüber möglichen Angreifern erfolgreich durchsetzen könnte. 
In den Nachmittagsstunden des 28. Maijul. / 8. Juni 1708greg., etwa gegen 15:00 Uhr, sichteten sich die beiden Flottenverbände, die Entfernung nach Cartagena de Indias betrug noch knapp 20 Seemeilen; infolge einer zeitweiligen Windstille dauerte es aber bis 17:00 Uhr, ehe die langsam manövrierenden Schiffe auf Schussweite aneinander herankommen konnten. Der spanische Verband wurde von der San José angeführt, die eng von dem französischen Kaperschiff Le Saint Esprit und der Nuestra Señora de la Concepcion begleitet wurde. Die San Joaquín und die Santa Cruz sicherten den Geleitzug nach achteraus. Das britische Flaggschiff Expedition konzentrierte ihr Feuer auf das spanische Spitzenschiff, während das Linienschiff Kingston sich zunächst ein kurzes Gefecht mit der San Joaquín lieferte. Obwohl letztere dabei Schäden an der Takelage erlitt, konnte sie sich zurückziehen, da sie nicht von der Kingston verfolgt wurde. Auch das britische Linienschiff Portland griff nur in geringem Umfang ins laufende Gefecht ein und beschoss zeitweilig lediglich die französischen Kaperschiffe, die sich dem stärkeren Gegner aber entzogen. In den folgenden zweieinhalb Stunden lieferten sich die San José und die Expedition ein erbittertes Artilleriegefecht, wobei die Geschützmannschaften auf dem spanischen Schiff aber dadurch behindert wurden, dass das Schiff voll beladen war und zahlreiche Personen an Bord hatte. 
Gegen 19:30 Uhr und während bereits die Dämmerung hereinbrach – das spanische Flaggschiff hatte zu diesem Zeitpunkt bereits beträchtliche Schäden erlitten – näherte sich die Expedition in Enterabsicht der San José bis auf etwa 60 Meter und feuerte eine letzte Breitseite auf das spanische Führungsschiff ab. In der Folge kam es an Bord der San José zu einer Explosion in einer Pulverkammer – wobei bis heute ungeklärt ist, ob diese Folgeexplosion durch einen Zufallstreffer des britischen Schiffes oder einen Unfall an Bord des spanischen Schiffes verursacht wurde – und die überladene Galeone kenterte innerhalb weniger Minuten nach Backbord. Bedingt durch die Explosion und das schnelle Sinken konnten sich nur sehr wenige Menschen retten. Britische Boote, die die Untergangsstelle absuchten, konnten lediglich elf Überlebende bergen. Die Zahl der Opfer bei diesem Untergang wird zumeist mit etwa 600 angegeben, wobei allerdings auch die Zahl von 540 oder 578 Todesopfern genannt wird. 
Trotz der mittlerweile hereingebrochenen Dunkelheit gelang es der Expedition in den Nachtstunden, bedingt auch dadurch, dass Vollmond herrschte, noch das Kaperschiff Santa Cruz einzuholen. Nach einem kurzen, aber heftigen Artillerieduell – welches 14 Gefallene auf dem britischen Linienschiff und rund 90 Tote auf der Santa Cruz zur Folge hatte – kapitulierte das spanische Schiff und wurde von der Expedition gekapert. Die Briten nahmen hierbei etwa 200 Gefangene. Die Beute war zwar im Vergleich zur Ladung der beiden großen Galeonen relativ gering, da das spanische Kaperschiff lediglich einen geringen Teil des Silberschatzes sowie die eigene Soldkasse (insgesamt 13 Kisten mit Silbermünzen und 14 Silberbarren) an Bord hatte, dennoch wurde Wager durch diese Kaperung später zu einem reichen Mann (insgesamt betrug der Wert der Beute rund £ 60.000). 
Ein letzter Verlust ereilte die Spanier, als sie die Nuestra Señora de la Concepcion, die sich in Begleitung der Nuestra Señora del Carmen befand, nahe des Barú-Kanals am Ufer auf Grund setzten. Die beiden Schiffe hatten von einem schwedischen Handelsschiff die Information erhalten, dass sich das britische Geschwader annähern würde. Während das kleinere Aufklärungsschiff durch den seichten Kanal fahren konnte, war dies der Nuestra Señora de la Concepcion allerdings infolge des größeren Tiefgangs nicht möglich. Um eine Kaperung zu vermeiden, setzte die spanische Besatzung ihr Schiff am Ufer auf Grund und steckte dieses in Brand.
Die übrigen Schiffe des mittlerweile weit auseinandergezogenen Geleitzuges konnten in den Nachtstunden entkommen und erreichten später Cartagena de Indias. Dies war auch dem Umstand geschuldet, dass die Kommandanten der beiden anderen britischen Linienschiffe Kingston und Portland, Captain Bridges und Captain Windsor, sich nur sehr zögerlich am Gefecht beteiligt hatten und keine ernsthaften Versuche unternahmen, die restlichen spanischen Schiffe zu verfolgen. Dies hatte auch dazu beigetragen, dass die zweite große und reich beladene spanische Galeone, die San Joaquín, in der Nacht den Hafen von Cartagena de Indias sicher erreichen konnte. Beide britische Kommandanten wurden später ob dieser Versäumnisse ihrer Kommandos enthoben.

## Beurteilung und Nachwirkungen
Das Seegefecht vor Cartagena de Indias war rein taktisch und nach Verlusten betrachtet ein klarer britischer Erfolg. Während auf britischer Seite nur zwei Schiffe mäßige Schäden davongetragen hatten und es insgesamt 49 Gefallene und rund 200 Verwundete zu beklagen gab, waren auf der Seite der Verbündeten in mehrerlei Hinsicht schwere Verluste eingetreten. 
Der spanisch-französische Geleitzug hatte sein Flagg- und Führungsschiff (auch als Capitana bezeichnet) verloren – mit ihm waren der Befehlshaber, der 71-jährige Conde de Casa Alegre José Fernández de Santillán y Quesada, und wahrscheinlich bis zu 600 Menschen untergegangen sowie vermutlich fast die Hälfte des transportierten Silberschatzes verloren gegangen –, darüber hinaus war ein Schiff gekapert worden und ein weiteres war von der eigenen Besatzung auf Grund gesetzt und verbrannt worden. Aufsummiert beliefen sich die Verluste auf über 700 Gefallene und rund 540 Verletzte sowie etwa 200 Gefangene. Der Verlust von einem Großteil des Silberschatzes stellte auch einen schweren finanziellen Rückschlag für die Kriegsanstrengungen der spanischen Krone dar.
Allerdings war es andererseits den Briten nicht gelungen, der Masse des transportierten Schatzes habhaft zu werden, da der Großteil der wertvollen Güter entweder versunken war oder noch den rettenden Hafen von Cartagena de Indias erreicht hatte (an Bord der San Joaquín). Während die beiden untergebenen Kommandanten von Wager wegen Pflichtversäumnissen und mangelndem Angriffsgeist ihrer Kommandos entbunden wurden, wurde Charles Wager im Dezember 1708 zum Konteradmiral befördert.